# 이연승 (성우)
이연승(1968년 2월 13일 ~ )은 대한민국의 성우이다. 1990년 KBS에 입사했으며, 현재는 KBS 22기이다. 한국방송 성우극회 소속,

## 출연 작품

### 애니메이션
- 구슬대전 배틀비드맨 (KBS) - 비드선인
  - 천하통일 파이어비드맨 (KBS) - 비드선인
- 꾸러기 수비대 (KBS) - 똘기
- 도라도라 영어나라 (EBS) - 도라
- 마하특급 델타트레인 (KBS) - 이슬비
- 버키와 투투 (KBS) - 잔느 / 자스민 공주
- 별나라 요정 코미 (KBS) - 아롱이
- 수호요정 미셸 (KBS) - 타냐
- 요술공주 샐리 (투니버스) - 카브
- 팅커벨 - 폰
- 학교유령 (투니버스)

### 영화
- 내 마음의 수호천사 (KBS) - 샌디 (켄드라 크럴)
- 매드 맥스 2 (KBS) - 주민(아키 화이틀리)
- 머나먼 여정 (KBS)
- 뮤직 오브 하트 (KBS) - 렉시 (헨리 딘호퍼)
- 사막의 보석 (KBS) - 애니 (세실리 에게모즈 오스테르비)
- 아름다운 시절 (KBS) - 어린 존(페테르 젤레르)
- 아이를 빌려드립니다 (KBS)
- 엑시스텐즈 (KBS) - 머얼 (세라 폴리)
- 이연걸의 보디가드 (KBS) - 양청아의 조카(주위염) / 가정부(방여)
- 인공지능 하우스 (KBS) - 앤지(케이티 볼딩)
- 주니어는 못말려 (KBS) - 트릭시 (이비얀 쉬완)
- 카풀 (KBS) - 앤드류(마이키 코바)
- 캠퍼스 대소동 (SBS)
- 탈주자 (KBS) - 브리 (티파니 토브먼)

### 라디오 드라마
라디오 극장 (KBS 한민족 방송)
- 2012.06.01 ~ 2012.06.30 성석제 <도망자 이치도> (어린 이치도)

라디오 독서실 (KBS 2라디오)
- 2004.02.15 김주희 <소꿉놀이> (정환이)
- 2004.03.21 김영현 <차력사> (성남이)
- 2005.08.07 함세덕 <동승> (도념)
- 2006.04.30 김재영 <코끼리> (나)
- 2006.10.08 조영아 <여우야 여우야 뭐하니> (나)
- 2006.12.03 김애란 <누가 해변에서 함부로 불꽃놀이를 하는가> (나)

KBS 무대 (KBS 한민족 방송)
- 2004.01.04 선택 (아이)
- 2004.04.25 누렁소 복만이 (어린 성진)

### 게임
- 여걸이 되자 - 로리타 128호